# Ajin
Ajin (亜人?), también conocido en español como Ajin: Semi-Humano, es un manga seinen escrito por Tsuina Miura (solo el primer tomo) y dibujado por Gamon Sakurai (a partir del tomo 2, se hace cargo del guion). La serie comenzó su publicación en la revista Good! Afternoon de la editorial Kodansha durante el año 2012. En el 2015 se realizó una adaptación a película y del 19 de enero al 9 de abril de 2016 se emitió una adaptación a serie de anime, ambas dirigidas por Hiroyuki Seshita y animadas por Polygon Pictures. Una segunda y tercera película también fueron lanzadas en 2016, así como una segunda temporada de la serie de anime el 6 de octubre de ese mismo año.

## Argumento
La historia gira en torno a Kei Nagai, un estudiante de preparatoria que descubre su condición de «Ajin», seres inmortales que son perseguidos por los gobiernos del planeta, los cuales están interesados en saber más acerca de estos y cómo explotar su inmortalidad para beneficio propio. Entonces, Kei debe escapar antes de que las autoridades lo sometan a experimentos.

## Personajes

### Grupo de Kei
Kei Nagai (永井圭 Nagai Kei?)
 Seiyū: Miyano Mamoru 
Kaito (海斗 Kaito?)
 Seiyū: Yūki Ono
Kou Nakano (中野攻 Nakano Kō?)
 Seiyū: Jun Fukuyama

### Ministerio de Salud, Trabajo y Bienestar
Yuu Tosaki (戸崎 優 Tosaki Yuu?)
 Seiyū: Takahiro Sakurai
Izumi Shimomura (下村泉 Shinomura Izumi?)/Youko Tainaka (田井中 陽子 Tanaka Yōko?)
 Seiyū: Mikako Komatsu
Sokabe  (曽我部 Sokabe?)
 Seiyū: Kenichi Suzumura

### Ajin
Satou (佐藤 Satō?)
 Seiyū: Hiroyuki Sanada
Kouji Tanaka (田中功次 Tanaka Kōji?)
 Seiyū: Takuya Eguchi
Masumi Okuyama (奥山 真澄 Okuyama Masumi?)
 Seiyū: Hiroyuki Yoshino
Takeshi Kotobuki (琴吹 武 Kotobuki Takeshi?)
 Seiyū: Sōma Saitō

### Otros
Eriko Nagai (永井慧理子 Nagai Eriko?)
 Seiyū: Asuka Nishi
Ikuya Ogura (オグラ・イクヤ Ogura Ikuya?)
 Seiyū: Hiroyuki Kinoshita

## Contenido de la obra

### Películas
Se estrenó una adaptación animada del manga en formato cinematográfico. El estreno de la primera parte fue el día 27 de noviembre de 2015, y el de la segunda en mayo de 2016.
El equipo de producción para la trilogía está compuesto por:
- Dirección: Hiroyuki Seshita
- Idea Original: Gamon Sakurai
- Diseño de Producción: Naoya Tanaka
- Diseño de personajes: Yuki Toeiyama
- Director de arte: Hiroshi Takiguchi
- Música: Yugo Kanno
- Dirección de Sonido: Yoshikazu Iwanami
- Estudio de Animación: Polygon Pictures

### Manga
El manga comenzó a publicarse el 6 de julio de 2012 y finalizó el 5 de febrero de 2021 en la revista Magazine Good de la editorial Kodansha. Hasta la fecha, se han lanzado 17 tomos recopilatorios siendo el tomo 17 el último tomo publicado en Japón.

### Anime
El 16 de enero de 2016 se estrenó una serie de anime que narra de nuevo la historia de las películas. Su equipo de producción es el mismo que el responsable de la trilogía de películas. Este salió al aire en MBS, TBS, CBC y BS-TBS, y consta de 13 episodios. El 6 de octubre del mismo año se estrenó su segunda temporada.

#### Música

##### Primera temporada
- El tema de apertura es Yoru Wa Nemureru Kai? (夜は眠れるかい？?) interpretado por flumpool.
- El tema de cierre es HOW CLOSE YOU ARE interpretado por Mamoru Miyano.
- La banda sonora está compuesta por Yugo Kanno

##### Segunda temporada
- El tema de apertura es Boku wa Boku de Atte (僕は僕であって?) interpretado por angela x fripSide.
- El segundo tema de apertura es End of Escape interpretado nuevamente por angela x fripSide.
- El tema de cierre es Koutei no Sumi ni Futari, Kaze ga Fuite Ima Nara Ieru ka na (校庭の隅に二人、風が吹いて今なら言えるかな?) interpretado por CreepHyp.
- La banda sonora está compuesta por Yugo Kanno

#### Lista de episodios

##### Primera temporada
| N.º en la Serie | N.º en la Temp. | Título | Estreno               |
| --------------- | --------------- | --- | --------------------- |
| 1               | 1               | «Esto no tiene nada que ver con nosotros» «Bokura ni wa Kankeinai Hanashi» (僕らには関係ない話)                                                                        | 16 de enero de 2016   |
| 2               | 2               | «Por qué está pasando esto» «Nande kon'na kotoni natta nda. Boku wa warukunainoni» (何でこんなことになったんだ。僕は悪くないのに)                                      | 23 de enero de 2016   |
| 3               | 3               | «¿Hasta aquí llegamos?» «Mō dame janai ka na?» (もうダメじゃないかな?)                                                                                                 | 30 de enero de 2016   |
| 4               | 4               | «"¿Alguna vez viste un fantasma negro?» «Kimi wa kuroi yūrei o mita koto ga aru ka?» (君は黒い幽霊を見たことがあるか?)                                                 | 6 de febrero de 2016  |
| 5               | 5               | «Pero cuando llega el momento, quieres que te ayuden. Eres de la peor calaña.» «Iza to nattara tasuke o motomeru saiteina kuzu» (いざとなったら助けを求める最低なクズ) | 6 de febrero de 2016  |
| 6               | 6               | «También te mataré» «Kimi mo buchi koroshiteyaru» (君もブチ殺してやる)                                                                                                 | 20 de febrero de 2016 |
| 7               | 7               | «Juro que cubriré todo el asunto» «Soshite kanarazu inpei suru» (そして必ず隠蔽する)                                                                                   | 27 de febrero de 2016 |
| 8               | 8               | «Prepárense» «Shogeki ni sonaero» (衝戟に備えろ) | 5 de marzo de 2016    |
| 9               | 9               | «Espera, hablemos» «Mate, mōichido hanashiaou» (待て、もう一度話し合おう)                                                                                              | 12 de marzo de 2016   |
| 10              | 10              | «Empiezan a descomponerse en cuanto son creadas» «Hassei to dōjini hōkai ga hajimatte iru» (発生と同時に崩壊が始まっている)                                            | 19 de marzo de 2016   |
| 11              | 11              | «Es hora del espectáculo» «Sā, show time da» (さあ、ショウタイムだ) | 26 de marzo de 2016   |
| 12              | 12              | «Cielos, estoy exhausto» «Iyaa, Tsukareta ne» (いやあ、疲れたね) | 2 de abril de 2016    |
| 13              | 13              | «Sato, es culpa tuya» «Satō-san, anta no sei de mechakuchada» (佐藤さん、あんたのせいでメチャクチャだ)                                                                 | 9 de abril de 2016    |

##### Segunda temporada
| N.º en la Serie | N.º en la Temp. | Título | Estreno                 |
| --------------- | --------------- | --- | ----------------------- |
| 14              | 1               | «Me estoy cansando de esto» «Nanka mendokusaku nante kitta» (なんかめんどくさくなってきた)                                      | 6 de octubre de 2016    |
| 15              | 2               | «Estoy rodeado de idiotas» «Do Itsumo Koitsu Mo Bakabakkarida» (どいつもこいつもバカばっかりだ)                                 | 13 de octubre de 2016   |
| 16              | 3               | «Pero siempre tengo miedo» «Ore Wa Iitsu Datte Kowai» (俺はいつだって怖い)                                                      | 20 de octubre de 2016   |
| 17              | 4               | «Me das asco» «Hedo Ga Demasu Ne» (反吐が出ますね)                                                                              | 27 de octubre de 2016   |
| 18              | 5               | «Kuro, por favor» «Kuro-chan, Onegai» (クロちゃん、お願い)                                                                      | 3 de noviembre de 2016  |
| 19              | 6               | «Debe ser duro ser un perro faldero» «Kaiinu Wa Taihenda Na» (飼い犬は大変だな)                                                 | 10 de noviembre de 2016 |
| 20              | 7               | «Kuro, solo una vez más por favor» «Kuro-chan, Mōichido Dake» (クロちゃん、もう一度だけ)                                        | 17 de noviembre de 2016 |
| 21              | 8               | «Este país se va a inquietar un poco» «Kono kuni chotto taihen'na koto ni narukara» (この国ちょっと大変なことになるから)        | 24 de noviembre de 2016 |
| 22              | 9               | «Usted es el que está arruinando mi vida» «Jama shi teru no wa anta no katadaro» (邪魔してるのはあんたの方だろ)                 | 1 de diciembre de 2016  |
| 23              | 10              | «No lo haré» «Boku wa yarimasen yo» (僕はやりませんよ)                                                                          | 8 de diciembre de 2016  |
| 24              | 11              | «A este ritmo realmente habrá guerra» «Kore ja honto ni sensō janai suka» (これじゃホントに戦争じゃないすか)                    | 15 de diciembre de 2016 |
| 25              | 12              | «Pero eso lo vuelve interesante, así que no importa» «Demo mā, omoshiro-sōdakara īkedo ne» (でもまあ、面白そうだからいいけどね) | 15 de diciembre de 2016 |
| 26              | 13              | «Yo también le prometeré algo, señor Sato» «Boku mo Yakusoku Shimasu yo, Satou-san» (僕も約束しますよ, 佐藤さん)                | 22 de diciembre de 2016 |

##### OVA
| N.º | Título                                                                   | Estreno              |
| --- | ------------------------------------------------------------------------ | -------------------- |
| 1   | «El Incidente de Nakamura Shinya» «Nakamura Shinya Jiken» (中村慎也事件) | 6 de mayo de 2016    |
| 2   | «Intermission»                                                           | 7 de octubre de 2016 |
| 3   | «Satou: Zero»                                                            | 7 de abril de 2017   |